# 입국신고서
입국신고서(入國申告書)는 다른 나라에 입국을 하기위한 증명서이다. 출국할 때 사용하는 증명서는 출국신고서라고 한다.
말레이시아와 같은 일부 국가들은 입국, 출국 신고서를 요구하지 않는다.

## 같이 보기
- 탑승수속
- 항공권
- 탑승권
- 출국신고서
- 여권